# Guillermo Naylor
Guillermo Naylor (castellà: Guillermo Brooke-Naylor)  (Buenos Aires, 4 de setembre de 1884 - Buenos Aires, 23 de gener de 1976) va ser un jugador de polo argentí, d'origen britànic, que va competir entre les dècades de 1910 i 1930.
El 1924 va prendre part en els Jocs Olímpics de París, on guanyà la medalla d'or en la competició de polo. Naylor compartí equip amb Arturo Kenny, Juan Miles, Juan Nelson i Enrique Padilla. Aquesta va ser la primera medalla d'or argentina de la història en uns Jocs Olímpics.